# Friggagatan, Göteborg
För andra gator med samma namn, se Friggagatan.
Friggagatan är en cirka 615 meter lång gata i stadsdelarna Gullbergsvass och Stampen i Göteborg. Gatan löper parallellt med järnvägen in till Göteborgs Centralstation i sydostlig riktning. Den sträcker sig från Odinsplatsen till Riddarbron i öster. Vid Odinsplatsen byter gatan namn till Odinsgatan och i andra änden byter den namn till Redbergsvägen. Ungefär mitt på Friggagatan ligger platserna Friggaplatsen och Svingeln. 

## Historik
I mitten av 1800-talet torrlades området, bland annat för att kunna dra järnvägsspår, och olika byggnader kopplade till järnvägen anlades. Gatan är uppkallad efter gudinnan Frigga (egentligen Frigg) som är Odens maka i nordisk mytologi, och fick sitt namn 1883. Ungefär på mitten av Friggagatan ligger det som återstår av Friggaplatsen, som fick sitt namn 1895. Platsen hette tidigare Kreaturstorget och ligger i direkt anslutning till Gamla begravningsplatsen vid Svingeln.

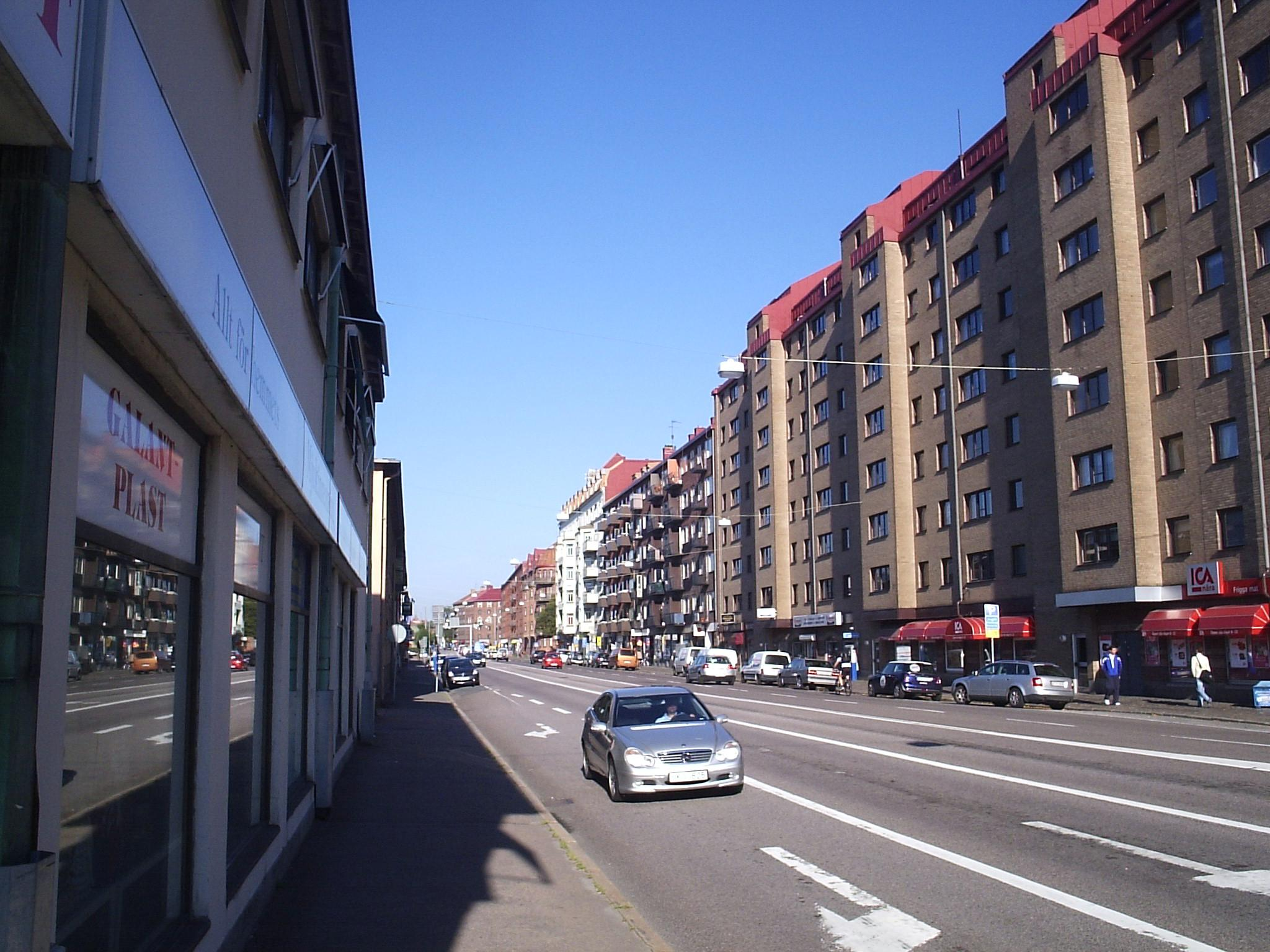
Friggagatan 2006

1939 uppförde Bil & Truck en funkisbyggnad på Odinsplatsen 9, med kontor, utställningslokaler och lager samt verkstäder på en yta av 10 000 kvadratmeter. På Friggagatan 22 hade samma företag en verkstad för service och reparationer av lastbilar och bussar. Året därpå invigde Motorverken, vilket var Fords svenska agentur, sitt toppmoderna funktionalistiska bilpalats på Odinsgatan 6-8. Olika bilverkstäder, motorföretag och andra företag kopplade till bilindustrin etablerade sig i området och satte sin prägel på Friggagatan. När vissa av bilföretagen flyttade på 1960 och 1970-talen etablerade sig istället ett antal motorcykelföretag på gatan varför den fick smeknamnet "Bike Street". Utöver detta etablerade sig flera småskaliga verksamheter och på 1990-talet låg där föreningar, en dansskola, konstnärsateljeer, porrklubbar, vapen- och sexbutiker och en illegal spelklubb.

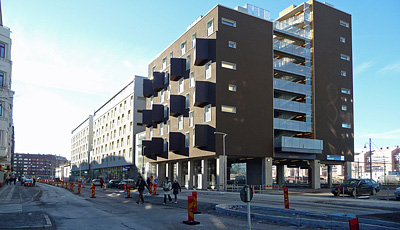
Friggagatan februari 2011, med några av de nybyggda husen.

Friggagatan är tillsammans med Stampgatan, Odinsgatan och Folkungagatan de mest trafikerade gatorna i stadsdelen. Under slutet av 2000-talet påbörjades en omvandling från genomfartsgata till stadsgata. Bland annat begränsades högsta tillåtna hastighet till 40 km/h och under 2009 avlastades gatan från busstrafik då denna leddes till en nybyggd bussgata utefter järnvägen. Under hösten 2010 förbjöds bilar med dubbdäck att trafikera gatan.
År 2000 började Stigberget Fastighetsutveckling AB att köpa upp fastigheter och tomträtter för att genomföra ett storskaligt projekt att förändra hela gatan, riva de nu nedgångna funkisbyggnaderna och ersätta dem med bostäder. Förslaget mötte stort motstånd bland annat för att byggnaderna i sig, men också hela stadsplanen ansågs vara kulturhistoriskt värdefulla, men även att miljön, både bullermässigt och avgasmässigt inte lämpade sig för bostäder varför planerna överklagades. En av de som motsatte sig planerna var Göteborgs stads tidigare stadsarkitekt Ronny Reinholdsson. Men planerna gick igenom och Stigberget Fastighetsutveckling AB rev funkishusen och ersatte dem med 452 nya hyreslägenheter och 10 butikslokaler ritade av White arkitekter. Bostäderna blev inflyttningsklara under sommaren och hösten 2010. I källarplan finns cirka 200 parkeringsplatser.

## Bildgalleri

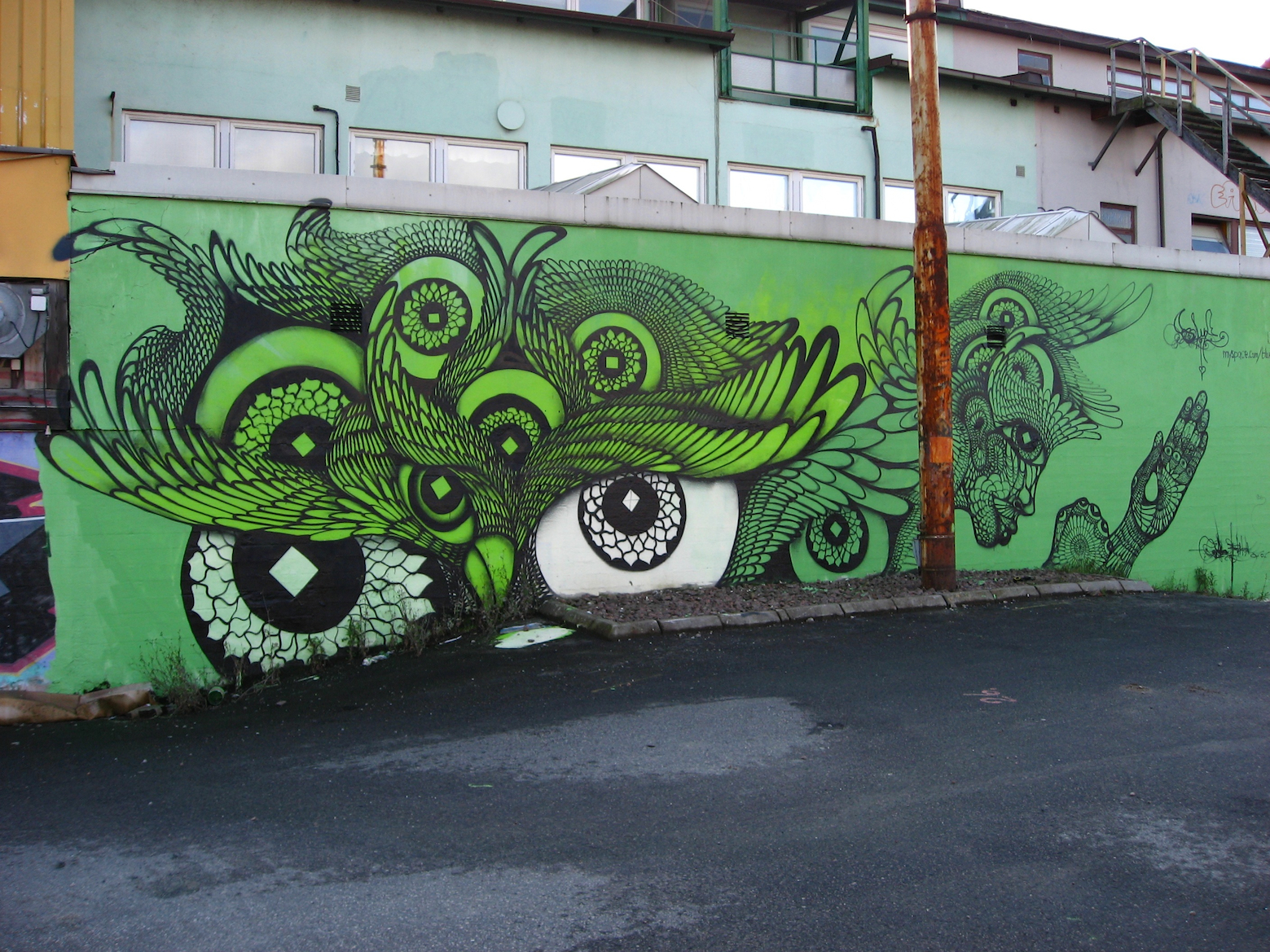
Flera husfasader som vette mot spårområdet var bemålade med graffiti. Här en målning av Carolina Falkholt från 2006.
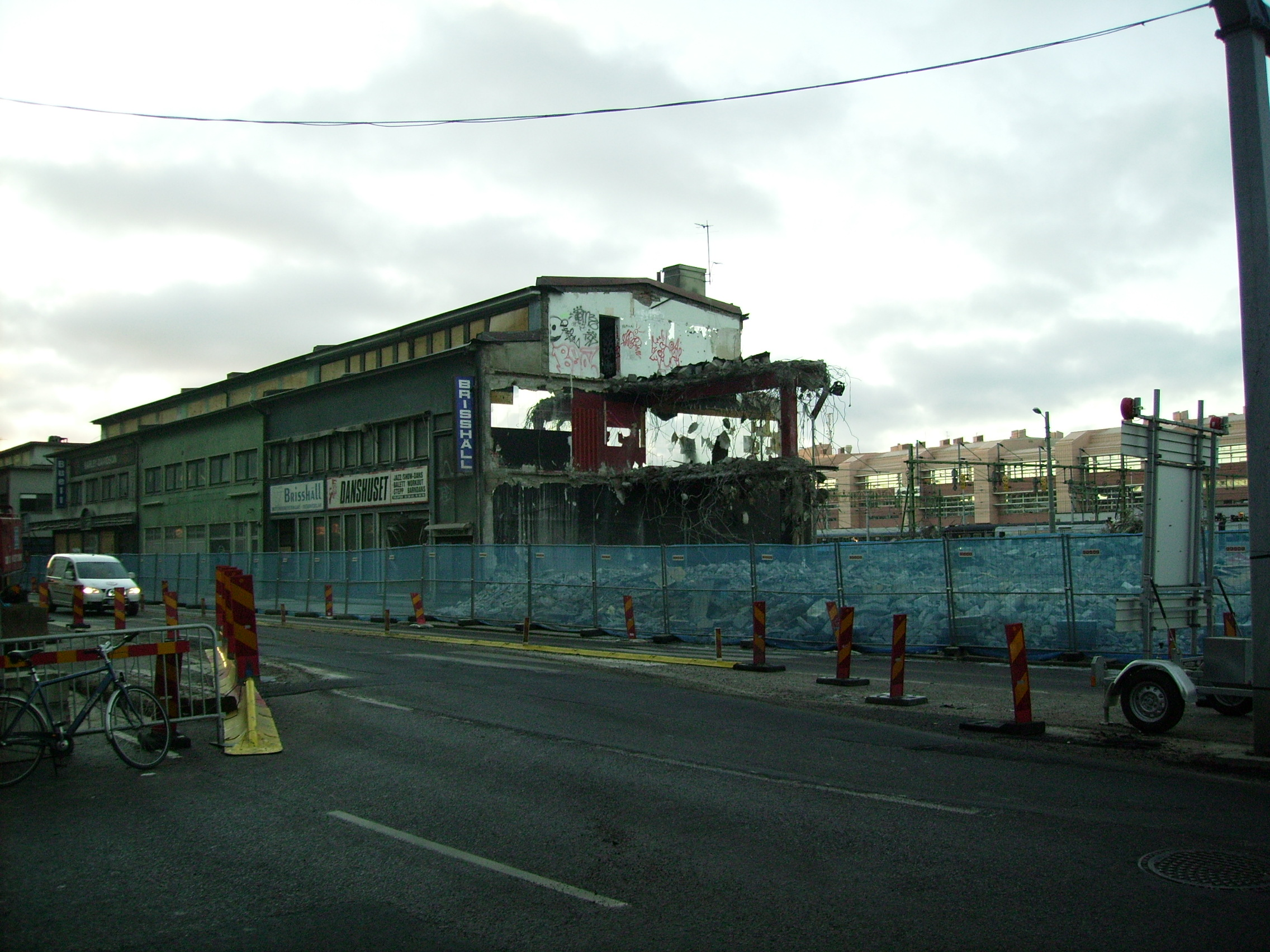
Kvarter vid Friggagatan under rivning i början av 2009.
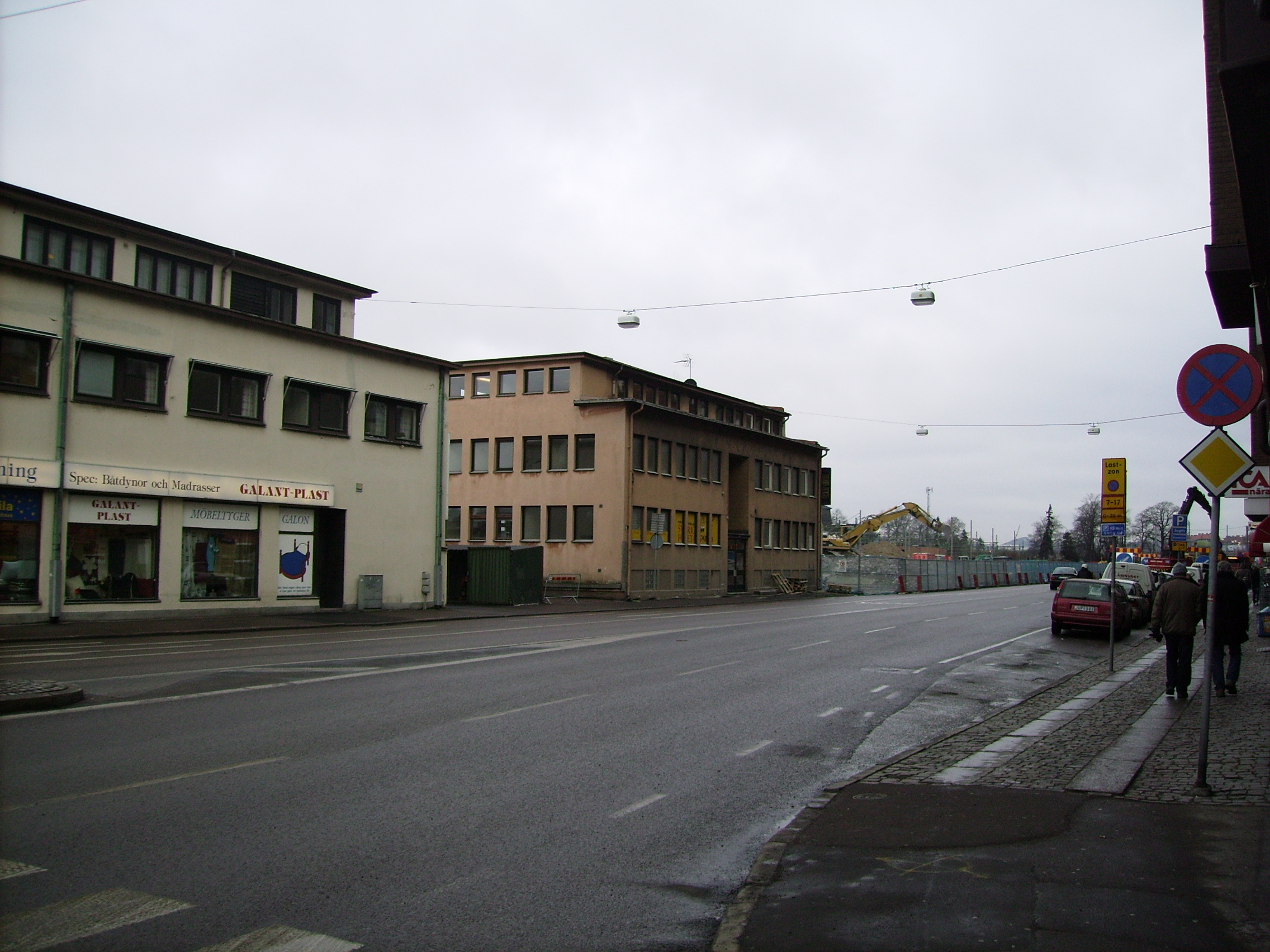
Kvarter vid Friggagatan, med några av funkishusen, under rivning i februari 2009.
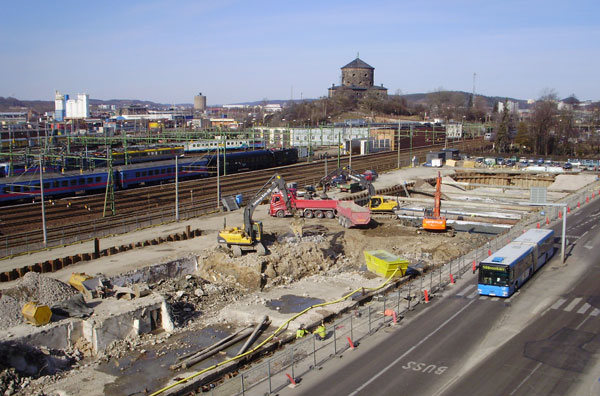
Friggagatan i Göteborg, mars 2009, de gamla MC-butikerna är rivna och arbetet med nya bostäder har startat. I bakgrunden Skansen Lejonet.
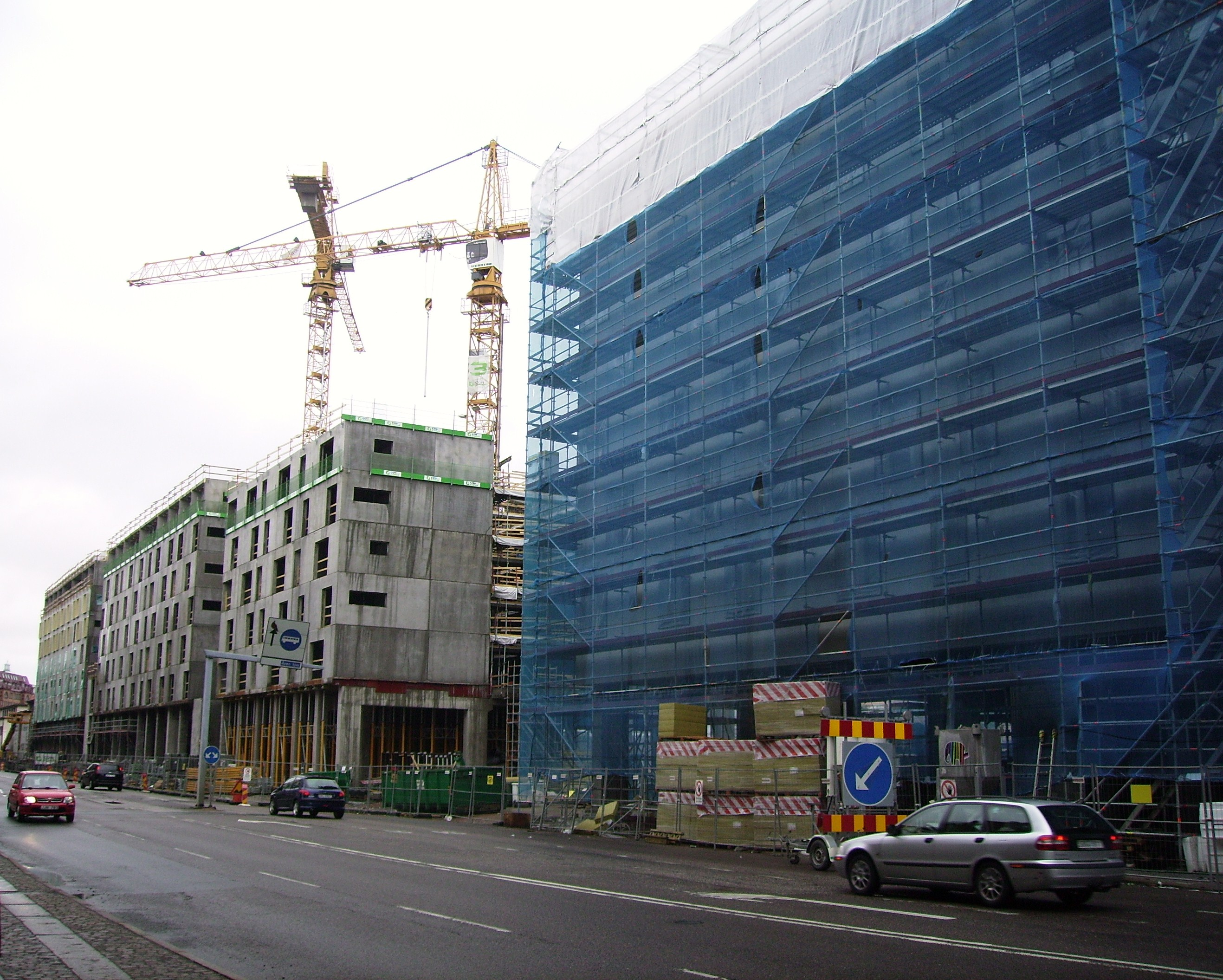
Friggagatan i maj 2010.